# Aaron North
Pour les articles homonymes, voir North.
Aaron Wright North, né le 22 mars 1979, est ex-membre de Nine Inch Nails.

## Influences
C'est le punk rock qui lui donne envie de s'investir dans la musique. Avant de découvrir le punk rock, la musique lui semblait beaucoup trop difficile et technique. Il aime bien Guns N' Roses et Metallica, mais ne voit pas comment il pourrait jouer ce genre de musique, jusqu'à ce qu'il entende Black Flag et qu'il réalise qu'il peut jouer ça lui-même, ce qui lui semble de toutes façons plus intéressant que de faire des solos et de s'embarrasser avec la technique.
Ainsi, il cite comme influences des musiciens comme Ron Asheton, Bob Dylan ou Syd Barrett, "des gens qui savaient à peine jouer, mais qui en ont tiré le maximum avec leur âme et avec classe"

## Carrière musicale
Aaron North commence à jouer de la guitare à 14 ans. Pendant son adolescence, il joue dans des petits groupes de Punk Hardcore, avant d'intégrer The Icarus Line en 1996.

### The Icarus Line: 1996-2004
En 2002, North fait les gros titres dans le monde de la musique après un concert d'Icarus Line au Hard Rock Cafe d'Austin au Texas où il "libère" une guitare ayant appartenu à Stevie Ray Vaughan. Il a brisé la vitrine qui la protège avec son pied de micro, la prend, essaie de la brancher à son ampli, mais le service de sécurité le rattrape rapidement. À la suite de cet incident, North a reçu de nombreuses menaces de mort de la part de Texans indignés.
Il quitte The Icarus Line et, un mois plus tard, rejoint Nine Inch Nails

### Nine Inch Nails: 2004 à 2007
Selon ses propres mots (dans une séance de questions-réponses), "Je suis le plus jeune, et le plus petit du groupe. Je crois que je suis aussi celui qui pète le moins. J'aime bien les milkshakes, les licornes et les disques de groupes obscurs et undergrounds de speed metal allemand…".
Trent Reznor : Il arrive, il a l'air à chier, il a du vieux matos, on croirait qu'il vient de se lever et j'ai envie de le frapper. Et là Aaron commence à jouer et dès la première note je me dis "C'est lui". Il n'essayait pas de me ressembler, ou de jouer comme moi. Il jouait et il créait le chaos. Ca a immédiatement transformé le groupe.

## Buddyhead
Buddyhead est un webzine musical et un label indépendant créé par Travis Keller et Aaron North en 1998.
Le label Buddyhead Records a été créé au début pour produire le groupe de North The Icarus Line, ainsi que des albums posthumes de groupes post-hardcore influents tels qu'Ink & Dagger et the post-Refused Swedish Art-core project.

## Guitares
Il a un faible pour l'utilisation de guitares Hagstrom, on le voit avec l'une d'elles dans le clip The Hand That Feeds de Nine Inch Nails. North est réputé pour son approche non conventionnelle et chaotique de la guitare, son utilisation et sa maîtrise du feed-back, sa façon spectaculaire de jouer de la guitare sur scène.

## Ex-membre
Après la sortie de Ghosts I-IV, Aaron North a quitté le groupe Nine Inch Nails, il est remplacé par Robin Finck. 
Il est actuellement le chanteur et le guitariste du groupe Jubilee.

## Réseaugraphie
1. ↑  Get the Door, It's Matzah (and friends): Matzah Interviews Aaron North (of Nine Inch Nails)
2. ↑  Clinic, Icarus Line Highlight SXSW - News Story | Music, Celebrity, Artist News | MTV News
3. ↑  BLABBERMOUTH.NET - New NINE INCH NAILS Members Speak Out
4. ↑  « nzherald.co.nz/search/story.cf… »(Archive.org • Wikiwix • Archive.is • Google • Que faire ?).